# Daniel Köhne
 Der er for få eller ingen kildehenvisninger i denne artikel, hvilket er et problem. Du kan hjælpe ved at angive troværdige kilder til de påstande, som fremføres i artiklen.

Johann Heinrich Daniel Köhne (født 26. december 1828, død 17. marts 1878), var en dansk orgelbygmester. Han blev født i København, men hans forældre var indvandrere fra Braunschweig. Faderen var snedkermester, og Daniel Köhne fulgte i hans spor og tog svendeprøve i 1848. Under et ophold i Tyskland fik han imidlertid interesse for orgelbygning, hvorfor han gik i lære hos orgelbyggeren August Troch i Neuhaldensleben. Efter flere års læretid drog han videre til Schweiz, men fik siden ansættelse hos orgelbyggeren Christian Sölter i Schöningen. I 1855 vendte han tilbage til Danmark, hvor han straks fik ansættelse hos orgelbygger Jens Gregersen. Köhne havde dog ambition om at blive selvstændig, og da flere af tidens kendte komponister fik øjnene op for Köhne, åbnede der sig en række muligheder. Niels W. Gade var udover komponist også organist i Holmens Kirke. Orglet i denne kirke var meget nedslidt og det blev Köhne, som Gade ville have til at bygge det. Forinden fik Köhne med Gades medvirken og med økonomisk hjælp fra det Reierske Fond mulighed for at foretage en studierejse til Paris for at lære hos mesteren Aristide Cavaillé-Coll, der havde skabt det såkaldte franske romantisk-symfoniske katedralorgel. Efter hjemkomsten fik han travlt, da hans mester var syg. Köhne fik nu ansvaret for vedligeholdelse af instrumenterne i Roskilde Domkirke, Vor Frue Kirke og Helliggejst-kirken. Men i 1865 gik han i gang med det nye orgel til Holmens Kirke. Dette stod færdigt i 1871 og var meget anerkendt. Med en sådan reference kom der nu gang i bestillingerne. Blandt de større opgaver må nævnes orgelet til den genopførte Viborg Domkirke med 42 stemmer. Det blev indviet 1876. To år senere døde Köhne knap 50 år gammel af en forkølelse. Ved sin død måtte han betragtes som blandt det førende orgelbyggere i Danmark. Hans værksted blev videreført af en kompagnon under navnet "A. H. Busch & Sønner".
Kendte Köhne-orgler:
- Holmens Kirke, orgelet kasseret 1956.
- Hvidovre Kirke, alle Köhnes stemmer er bevaret. Senere ombygget og udvidet med fokus på at bevare Köhnes piber og den köhnske klang.
- Nødebo Kirke
- Reformert Kirke
- Hornslet Kirke, dette orgel stod tidligere i missionshuset Bethesda i København. Orgelet er noget ombygget.
- Sakskøbing Kirke, oprindeligt bevaret undtagen Dolcian[1]
- Viborg Domkirke, orgelet kasseret 1965.
- ODD Fellow Loge i Roskilde, orgelet stod tidligere i Glostrup Kirke.